# Lycoperdon altimontanum
Lycoperdon altimontanum är en svampart som tillhör divisionen basidiesvampar, och som beskrevs av Hanns Kreisel 1976. Lycoperdon altimontanum ingår i släktet Lycoperdon, och familjen röksvampar. Arten har ej påträffats i Sverige.